# 柳本虎満丸
柳本 虎満丸（やなぎもと/やないもと とらみつまる）は、戦国時代の武将。

## 概要
虎満丸は柳本賢治の子で、天文元年（1532年）正月の『二水記』に「弾正（賢治）息四五才歟」とあり大永7年（1527年）あるいは大永8年（1528年） であるとわかる。
賢治が享禄3年（1530年）に殺害されると、当時の虎満丸は幼かったために一族の柳本甚次郎が虎満丸の名代となった。享禄5年（1532年）に甚次郎は殺害されるが虎満丸は生き残り、翌年（1533年）の細川晴元奉行人奉書にて三宝院門跡領である仏名院分の代官職を安堵されている。
その後の虎満丸の活動は不明である。後継者と見られるのは、永禄8年（1565年）に弾正忠を名乗っている柳本秀俊である。